# Трансглутаминаза кератиноцитов
Трансглутаминаза кератиноцитов (сокр. ТГК) — фермент (КФ 2.3.2.13) из семейства трансглутаминазы (класс трансферазы), катализирует образование ковалентных псевдопептидных (изопептидных) связей между боковыми ε-аминогруппами лизина и γ-карбоксамидными группами молекул глутамина. Обнаружена в кератиноцитах. У человека ген, кодирующий данный фермент TGM1, локализован на коротком плече (q-плече) 14 хромосомы. Длина полипептидной цепи белка составляет 817 аминокислот, а молекулярная масса — 89787 Да.

## Выполняемые функции
Трансглутаминазы кератиноцитов служат специфическим катализатором развития ороговевшей клеточной оболочки, что является определяющей характеристикой эпидермальных кератиноцитов, претерпевших прекращение дифференцировки. Специфические поперечные связи (псевдопептидные), образуемые трансглутаминазой кератиноцитов, располагаются между остатками ε-(γ-глутамил)лизина, которые превращаются в изопептидные белок-белковые связи, что способствует стабилизации ороговения клеточной мембраны.
В терминально дифференцированном многослойном плоскоклеточном эпителии белковые связи ороговевшей клеточной оболочки обеспечивают структурно укреплённый, но гибкий слой (толщиной 15 нм) на месте клеточной мембраны, действующий как крайне нерастворимый барьер. Экспрессия фермента наиболее сильно проявляется вдоль биологической мембраны этих полностью сформированных эпителиальных клеток, предотвращая химические и/или физические повреждения клетки. Меньшее количество ферментативной активности генов ТГК (5-10 %) находится в пределах цитоплазматической фракции таких клеток, что позволяет завершить перекрёстное сшивание, необходимое для полной функциональности ороговевшей клеточной оболочки.

## Патология
Дефицит фермента связан с ламеллярным ихтиозом. Эпидермальная трансглутаминаза является аутоантигеном герпетиформного дерматита Дюринга у человека.
Исследование мутации трансглутаминазы кератиноцитов (ТГК) пришло к выводу, что у людей, страдающих ламеллярным ихтиозом, наблюдается существенный дефицит активности данного фермента. Был сделан вывод, что у больных наблюдается снижение активности фермента в результате уменьшения количества транскрипции человеческого гена ТГК. Этот недостаток белка обусловлен распространённой мутацией гена TGM1, который существует в двух возможных вариантах, обнаруженных в локусе 14q11 на 14-й хромосомы, что было выявлено у всех субъектов исследования. Такие мутации имели составную гетерозиготную или гомозиготную вариантность, что приводило к проявлению ламеллярного ихтиоза в результате аномального сшивания ороговевшей клеточной оболочки.